# Meriania involucrata
Meriania involucrata är en tvåhjärtbladig växtart som först beskrevs av Louis Auguste Joseph Desrousseaux, och fick sitt nu gällande namn av Charles Victor Naudin. Meriania involucrata ingår i släktet Meriania och familjen Melastomataceae. Inga underarter finns listade i Catalogue of Life.